# Valerija Solovjovová
Valerija Alexandrovna Solovjovová, někdy psána Solovjevová, rusky Валерия Александровна Соловьёва, Valeria Alexandrovna Solovjova (* 3. listopadu 1992 Saratov) je ruská profesionální tenistka. Ve své dosavadní kariéře vyhrála na okruhu WTA Tour dva turnaje ve čtyřhře, když s Ukrajinkou Burjačokovou triumfovala na červencovém Baku Cupu 2012 a s Rumunkou Olaruovou zvítězily na Nürnberger Versicherungscup 2013. V rámci okruhu ITF získala do května 2014 jeden titul ve dvouhře a šest ve čtyřhře.
Na žebříčku WTA byla ve dvouhře nejvýše klasifikována v květnu 2013 na 163. místě a ve čtyřhře pak v červenci téhož roku na 67. místě. Trénují ji otec Alexandr Solovjov a Andrej Kozlov. V juniorském kombinovaném žebříčku ITF byla jejím maximem 18. příčka, na níž dosáhla v lednu 2009.
Na grandslamu US Open 2009 získala titul z juniorské čtyřhry, když spolu s Ukrajinkou Marynou Zanevskou zdolaly ve finále rumunsko-thajskou dvojici Elena Bogdanová a Noppawan Lertcheewakarnová po setech 1–6, 6–3, až v supertiebreaku [10–7]. V prosinci téhož roku pak s Běloruskou Annou Orlikovou vyhrála čtyřhru na Orange Bowlu, kde v boji o titul přehrály bělorusko-americký pár Polina Pechovová a Noel Scottová poměrem 6–2 a 6–2.
V ruském fedcupovém týmu debutovala v roce 2014 hobartským čtvrtfinále Světové skupiny proti Austrálii, v němž po boku Iriny Chromačovové prohrály čtyřhru s favorizovaným párem Ashleigh Bartyová a Casey Dellacquová. Porážka 0:4 na zápasy znamenala účast Rusek v baráži proti Argentině, kde zvládla deblový duel s Vesninovou proti dvojici Victoria Bosiová a Nadia Podoroská, čímž pomohla k záchraně družstva ve Světové skupině 2015. Do roku 2015 v soutěži nastoupila ke dvěma mezistátním utkáním s bilancí 0–0 ve dvouhře a 1–1 ve čtyřhře.

## Finálové účasti na turnajích WTA Tour
| Legenda                           |
| --------------------------------- |
| D – dvouhra; Č – čtyřhra          |
| Grand Slam (0)                    |
| WTA Tour Championships (0)        |
| Premier Mandatory & Premier 5 (0) |
| Premier (0)                       |
| International (2–2 Č)             |

### Čtyřhra: 4 (2–2)
| Stav       | Č. | Datum             | Turnaj             | Povrch     | Spoluhráčka       | Soupeřky ve finále                         | Výsledek              |
| ---------- | -- | ----------------- | ------------------ | ---------- | ----------------- | ------------------------------------------ | --------------------- |
| Vítězka    | 1. | 28. července 2012 | Baku, Ázerbájdžán  | tvrdý      | Iryna Burjačoková | Eva Birnerová Alberta Briantiová           | 6–3, 6–2              |
| Finalistka | 1. | 5. ledna 2013     | Šen-čen, ČLR       | tvrdý      | Iryna Burjačoková | Čan Chao-čching Čan Jung-žan               | 0–6, 5–7              |
| Finalistka | 2. | 14. dubna 2013    | Katovice, Polsko   | antuka (h) | Raluca Olaruová   | Lara Arruabarrenová Lourdes Domínguez Lino | 4–6, 5–7              |
| Vítězka    | 2. | 15. června 2013   | Norimberk, Německo | antuka     | Raluca Olaruová   | Anna-Lena Grönefeldová Květa Peschkeová    | 2–6, 7–6(7–3), [11–9] |

## Finálové účasti na turnajích okruhu ITF

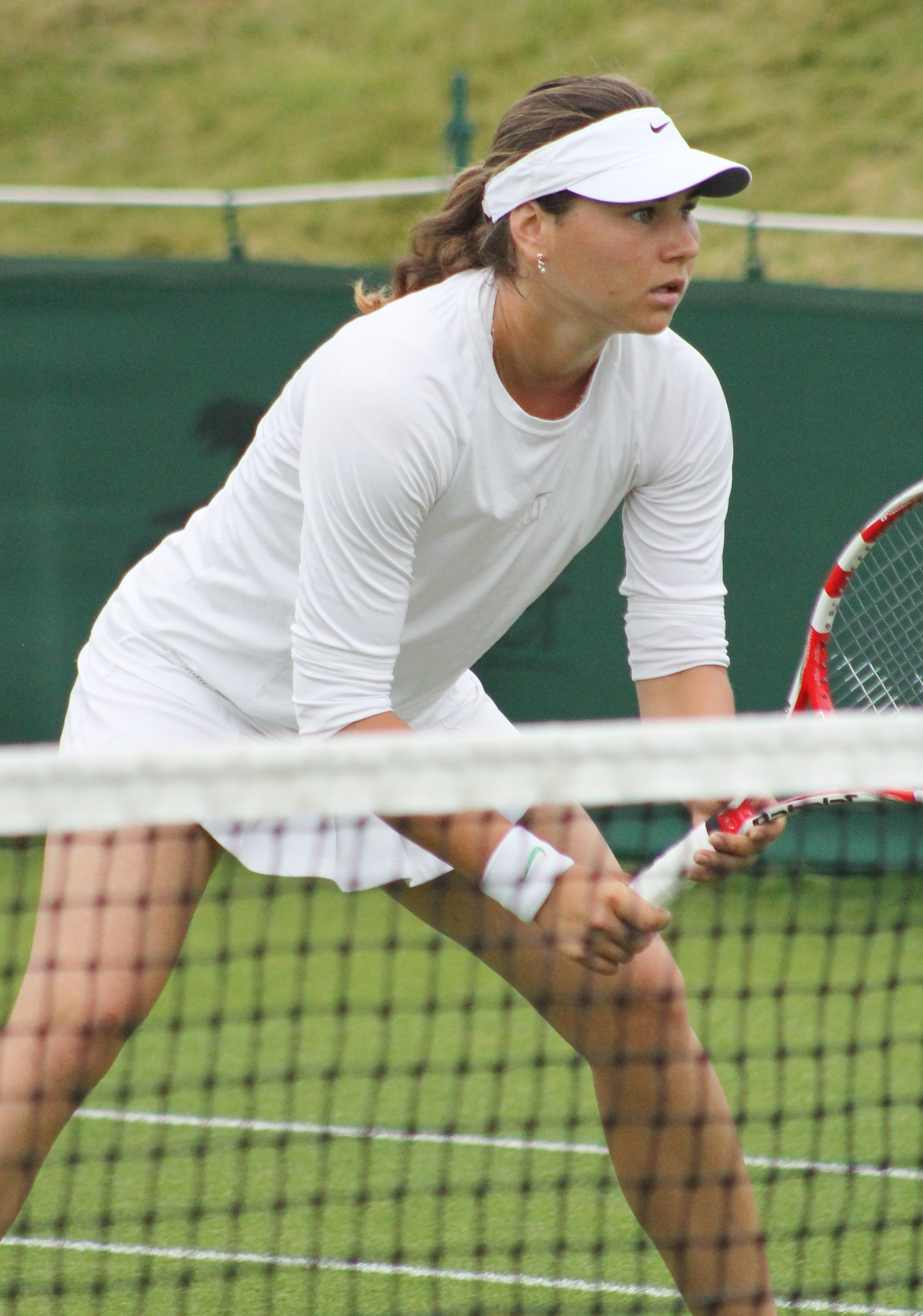
Ve wimbledonské kvalifikaci 2013

| $100,000 tournaments |
| $75,000 tournaments  |
| $50,000 tournaments  |
| $25,000 tournaments  |
| $15,000 tournaments  |
| $10,000 tournaments  |

### Dvouhra: 3 (1–2)
| Stav       | Č. | Datum         | Turnaj | Povrch | Soupeřka ve finále     | Výsledek      |
| ---------- | -- | ------------- | ------ | ------ | ---------------------- | ------------- |
| Vítězka    | 1. | 1. srpna 2010 | Bree   | antuka | Myrtille Georgesová    | 5–7, 6–4, 6–3 |
| Finalistka | 2. | 6. srpna 2011 | Moskva | antuka | Valentina Ivachněnková | 1–6, 3–6      |
| Finalistka | 2. | 25 June 2012  | Ystad  | Clay   | Carina Witthöftová     | 2–6, 1–6      |

### Čtyřhra: 14 (6–8)
| Stav       | Č. | Datum              | Turnaj        | Povrch      | Spoluhráčka           | Soupeřky ve finále                          | Výsledek          |
| ---------- | -- | ------------------ | ------------- | ----------- | --------------------- | ------------------------------------------- | ----------------- |
| Vítězka    | 1. | 6. srpna 2010      | Moskva        | antuka      | Nadejda Guškovová     | Teodora Mirčićová Marija Mirkovicová        | 7–6(7–5), 6–3     |
| Finalistka | 1. | 18. září 2010      | Podgorica     | antuka      | Marina Zaněvská       | Irina-Camelia Beguová Mihaela Buzărnescuová | 7–5, 5–7, [10–12] |
| Vítězka    | 2. | 24. dubna 2011     | Dothan        | antuka      | Lenka Wienerová       | Heidi El Tabakhová Alison Riskeová          | 6–3, 6–4          |
| Vítězka    | 3. | 21. května 2011    | Moskva        | antuka      | Nadejda Guškovová     | Justyna Jegiołková Veronika Kapšajová       | 6–3, 7–6(7–2)     |
| Finalistka | 2. | 6. února 2012      | Rancho Mirage | tvrdý       | Lenka Wienerová       | Jekatěrine Gorgodzeová Sofia Šapatavová     | 2–6, 6–3, [6–10]  |
| Finalistka | 3. | 13. února 2012     | Surprise      | tvrdý       | Mihaela Buzărnescuová | Maria Sanchezová Yasmin Schnacková          | 4–6, 3–6          |
| Vítězka    | 4. | 18. června 2012    | Kristinehamn  | antuka      | Elena Bovinová        | Viktoria Kisijalevová Ilona Kremenová       | 6–2, 6–2          |
| Vítězka    | 5. | 30. července 2012  | Moskva        | antuka      | Arina Rodionovová     | Jevgenija Paškova Anastasija Vasiljevová    | 6–3, 6–3          |
| Finalistka | 4. | 17. září 2012      | Joškar-Ola    | tvrdý (h)   | Iryna Burjačoková     | Margarita Gasparjanová Veronika Kapšajová   | 4–6, 6–2, [9–11]  |
| Finalistka | 5. | 12. listopadu 2012 | Helsinky      | koberec (h) | Iryna Burjačoková     | Ljudmyla Kičenoková Nadija Kičenoková       | 3–6, 3–6          |
| Finalistka | 6. | 17. prosince 2012  | Ankara        | tvrdý (h)   | Iryna Burjačoková     | Magda Linetteová Katarzyna Piterová         | 2–6, 2–6          |
| Finalistka | 7. | 18. února 2013     | Moskva        | tvrdý (h)   | Marina Zaněvská       | Margarita Gasparjanová Polina Monovová      | 4–6, 6–2, [5–10]  |
| Finalistka | 8. | 22. července 2013  | Nur-Sultan    | tvrdý       | Nina Bratčikovová     | Ljudmyla Kičenoková Nadija Kičenoková       | 2–6, 2–6          |
| Vítězka    | 6. | 21. října 2013     | Casablanca    | antuka      | Paula Kaniová         | Cecilia Costa Melgar Anastasia Grymalská    | 7–6(7–3), 6–4     |

## Finále na juniorce Grand Slamu

### Čtyřhra juniorek: 1 (1–0)
| Stav    | Rok  | Turnaj  | Povrch | Spoluhráčka     | Soupeřky ve finále                         | Výsledek         |
| ------- | ---- | ------- | ------ | --------------- | ------------------------------------------ | ---------------- |
| Vítězka | 2009 | US Open | tvrdý  | Marina Zaněvská | Elena Bogdanová Noppawan Lertcheewakarnová | 1–6, 6–3, [10–7] |